# Töres Theorell
Töres Theorell, född 1942, är en svensk läkare och professor. 
Töres Theorell är specialist i internmedicin. Han disputerade 1971 med avhandlingen "Psychosocial factors in relation to the onset of myocardial infarction and to some metabolic variables - a pilot study". Theorell blev 1981 professor, från 2007 emeritus, vid Karolinska Institutet i Stockholm och var under åren 1995-2006 föreståndare för Institutet för psykosocial medicin (IPM). Han har forskat om socialmedicinska och psykosomatiska frågeställningar, bland annat hjärt-kärlsjukdomar, arbetsliv och stress. Han var instrumentell i att utveckla Robert Karaseks Krav-kontrollmodell (The Demand/Control Model) till en framgångsrik modell för studera samband mellan arbetsmiljö och hälsa. Under senare år har Theorell även utvecklat forskning om samband mellan kulturella aktiviteter och hälsa.
Han är son till Hugo Theorell och var tidigare gift med Anita Theorell.